# Hronično zapaljenje suzne kesice
Hronično zapaljenje suzne kesice (hronični dakriocistitis, dacryocystitis chronica) je zapaljenje suzne kesice koje se nadovezuje na obliteraciju suzno-nosnog kanala.

## Uzrok nastanka
Zbog obliteracije suzno-nosnog kanala do stagnacije bakterija u suznoj kesici koje razvijaju svoje patogene osobine dovodeći do zapaljenja sluzokože koja oblaže unutrašnju stranu suzne kesice.

## Klinička slika
Spolja na koži se ne vide znaci zapaljenja, pošto je zapaljenski proces u ovoj fazi lokalizovan na unutrašnje slojeve suzne kesice. Nastaje epifora (suzenje oka)i nakupljanje gnoja u unutrašnjem uglu otvora kapaka, naročito ako se izvrši pritisak u predelu suzne kesice. Može da nastane i konjunktivitis na zahvaćenoj strani. Prilikom propiranja suznih puteva, tečnost ne prolazi u nos, već se vraća na otvore suznih tačkica pomešana sa purulentnim sekretom.

## Dijagnoza
Postavlja se na osnovu anamneze, kliničke slike, oftalmološkog plegleda.

## Lečenje
Lečenje je hirurško. Primena antibiotika nije uspešna. Najbolji efekat ima ona operacija koja teži da omogući oticanje suza u nos (dakrocistorinostomija) ili se radi ekstirpacija suzne kesice.

## Spoljašnje veze
- [мртва веза]